# Голден Трајангле (Њу Џерзи)
Голден Трајангле (енгл. Golden Triangle) насељено је место без административног статуса у америчкој савезној држави Њу Џерзи.

## Демографија
По попису из 2010. године број становника је 4.145, што је 634 (18,1%) становника више него 2000. године.
| Група             | 2000.         | 2010.         |
| Белци             | 2.759 (78,6%) | 2.764 (66,7%) |
| Афроамериканци    | 330 (9,4%)    | 439 (10,6%)   |
| Азијати           | 181 (5,2%)    | 395 (9,5%)    |
| Хиспаноамериканци | 193 (5,5%)    | 476 (11,5%)   |
| Укупно            | 3.511         | 4.145         |